# Kinne revir
Kinne revir var ett skogsförvaltningsområde som omfattade Skara, Skånings-Åsaka, Härlunda, Händene, Synnerby, Skallmeja och Västra Gerums socknar av Skånings härad samt Valle, Kinne, Kinnefjärdings och Gudhems härader av Skaraborgs län och var indelat i fyra bevakningstrakter. År 1905 omfattade det 113 allmänna skogar om 8 434 hektar, varav sex kronoparker om 3 327 hektar.